# مجزرة عائلة سكيك (18 أكتوبر 2023)
عائلة سكيك (18 أكتوبر 2023) أو مجزرة شارع عمر المختار 18 أكتوبر 2023 هي مجزرةٌ ارتكبها سلاح الجوّ الإسرائيلي حينما أغارَ على منزل عائلة سكيك في شارع عمر المختار وهو الشارع الرئيسي في مدينة غزة، يبدأ من ميدان فلسطين إلى ساحل الشاطئ. وخلال ساعات النهار الأولى ليوم الأربعاء الموافق 18 أكتوبر 2023 قام سلاح الجو بشن سلسلة غارات على منزل عائلة سكيك. هذه المجزرة من ضمن عدة مجازر وقعت خلال عملية طوفان الأقصى. تسبّبت هذه المجزرة الإسرائيليّة والتي استهدفت منزل يضم عدد من المدنيين إلى استشهاد أكثر من 21 شهيداً من عائلة سكيك وجميعهم من عائلة واحدة.

## خلفية الحدث
في ساعاتِ الصباح الأولى من يوم السابع من أكتوبر 2023، أطلقت حركة المقاومة الإسلامية حماس عبر ذراعها العسكري كتائب الشهيد عز الدين القسام عملية طوفان الأقصى وذلك ردًا على الاعتداءات الإسرائيلية وتدنيس الأقصى والاستمرار في الاستيطان كما أكّد على ذلك محمد الضيف القائد العام للقسّام والذي أعطى إشارة انطلاق العمليّة التي شهدت اقتحامًا من المقاومين لمستوطنات غلاف غزة ونجحوا في قتلِ عدد كبيرٍ من الجنود الإسرائيلين، وأسر عشرات آخرين كما استطاعوا خلال ساعات قطع عشرات الكيلومترات ووصلوا لمستوطنات أبعد من تلك المحيطة والقريبة من قطاع غزة.
استمرَّت الاشتباكات بين الجيش الإسرائيلي وبين المقاومين في عديد من المستوطنات وعلى رأسها مستوطنة سديروت. الرد الإسرائيلي على هذه العمليّة جاء من خلال شنّ سلاح الجو الإسرائيلي عشرات الغارات العشوائيّة على القطاع متسبّبة في مقتل عشرات المدنيين وتدمير البنية التحتية لمدن القطاع، ليصل حد فرض إغلاق شامل وقطع متعمد لكل الخدمات من ماء وكهرباء وغاز، وهو ما هدَّد حياة أكثر من مليونَي فلسطيني يعيشُ داخل القطاع الذي يُعاني أصلًا من تبعات الحصار الخانق عليهم منذ ستة عشر عاماً.

## المجزرة
في ساعات النهار الأولى من يوم الأربعاء الموافق 18 أكتوبر 2023، وبالتزامن مع القصف الإسرائيلي المتواصل على كافة مناطق القطاع أغارت طائرات الإحتلال الإسرائيلي على منزل عائلة سكيك من دون أي تحذير أو إبلاغ، ويقع المنزل تحديداً في شارع عمر المختار مقابل بنك الإنتاج في غزة. وتعرض منزل العائلة لسلسة من الغارات الجوية. تمكنت سيارات الإسعاف من انتشال جثامين 21 مواطناً من عائلة واحدة عدا عن الجرحى والمصابين.

## الضحايا
عائلة محي الدين عبد الرحمن سكيك
1. الحاج محي الدين عبد الرحمن سكيك
2. أمجد محي الدين سكيك.
3. زوجة أمجد: إيمان سكيك (أبو النور)
4. ابن أمجد: محي الدين أمجد سكيك.
5. بنت أمجد: منة أمجد سكيك.

عائلة محمد محي الدين سكيك
1. محمد محي الدين سكيك.
2. زوجة محمد: دينا سكيك (أبو شعبان)
3. ابن محمد: علي محمد سكيك.
4. بنت محمد: تالا محمد سكيك.

عائلة بهاء الدين عبد الرحمن سكيك
1. الحاج بهاء الدين عبد الرحمن سكيك
2. زوجته: وسام سكيك (علي حسن)
3. ابنته: نور بهاء الدين سكيك.
4. ابنه: عبد الله بهاء الدين سكيك.
5. زوجة عبد الله: دانا سكيك (الشوا)
6. ابن عبد الله: أنس عبد الله سكيك.
7. بنت عبد الله: جوان عبد الله سكيك.

عائلة سعد بهاء الدين سكيك
1. زوجة سعد بهاء الدين: إيناس سكيك (مشتهى)
2. ابن سعد: بهاء سعد سكيك.
3. ابن سعد: أيهم سعد سكيك.
4. ابن سعد: كرم سعد سكيك.
5. ابن سعد: كريم سعد سكيك.